# محوطه واردان
محوطه واردان مربوط به دوره اشکانیان است و در شهرستان خاش، بخش ایرندگان، دهستان ایرندگان، شرق روستای واردان واقع شده و این اثر در تاریخ ۲ مرداد ۱۳۸۷ با شمارهٔ ثبت ۲۳۰۷۰ به‌عنوان یکی از آثار ملی ایران به ثبت رسیده است.